# 寺湾镇
寺湾镇，是中华人民共和国河南省南阳市淅川县下辖的一个乡镇级行政单位。

## 行政区划
寺湾镇下辖以下地区：
上街村、秦家沟村、园岭怀村、大花山村、杜家窑村、老庄村、夏湾村、杨凹村、下街村、前营村、西营村、孙家台村、孙家铺村、鹁鸽峪村、火星庙村、高湾村、上贾沟村、党岗村、清凉寺村、水田峪村、陈家山村、罗岗村、老庙村、杜家河村、黄楝树村、赵河村、三泉沟村、大峪沟村和柳林沟村。